# شارون لين
شارون لين (بالإنجليزية: Sharon Lynn)‏ هي ممثلة أمريكية، ولدت في 9 أبريل 1901 بويذرفورد في الولايات المتحدة، وتوفيت في 26 مايو 1963 بهوليوود في الولايات المتحدة.

## أعمال

### أفلام
- (1937) طريق الخروج من الغرب

## وصلات خارجية
- شارون لين على موقع IMDb (الإنجليزية)
- شارون لين على موقع تيرنر كلاسيك موفيز (الإنجليزية)
- شارون لين على موقع قاعدة بيانات الفيلم (الإنجليزية)